# 奧爾章克申 (加利福尼亞州)
奧爾章克申（英語：Oil Junction）是位於美國加利福尼亞州克恩縣的一個非建制地區。該地的面積和人口皆未知。

## 地理
奧爾章克申的座標為35°25′11″N 119°03′25″W / 35.41972°N 119.05694°W，而該地的平均海拔高度為135米（即443英尺）。